# Marta Wyka
Marta Wyka (ur. 7 stycznia 1938 w Krakowie) – historyczka literatury i krytyczka literacka.

## Życiorys
Córka prof. Kazimierza Wyki (1910–1975) i Jadwigi (1904–1988). Studiowała polonistykę na Uniwersytecie Jagiellońskim. W 1959 otrzymała razem z Anną Micińską I nagrodę na IX Ogólnopolskim Zjeździe Młodych Polonistów we Wrocławiu za referat Mit, mitotwórstwo i Słowacki, wydrukowany w 1960 w skróconej formie na łamach Życia Literackiego (nr 37). Studia ukończyła w 1963, następnie podjęła pracę W Wyższej Szkole Pedagogicznej w Krakowie. W 1963 podjęła studia doktoranckie w Instytucie Badań Literackich PAN, zakończone obroną pracy doktorskiej w 1968. Od 1968 pracowała na Uniwersytecie Jagiellońskim, kolejno jako adiunkt (1968–1981, w 1980 habilitowała się), docent (1981–1990), od 1990 jako profesor. Była założycielem i w latach 1999-2009 kierownikiem Katedry Krytyki Współczesnej Wydziału Polonistyki Uniwersytetu Jagiellońskiego (prowadziła m.in. zajęcia z krytyki literackiej w Studium Literacko-Artystycznym). Zajmuje się przede wszystkim literaturą przełomu modernistycznego, Młodej Polski, dwudziestolecia międzywojennego oraz współczesnością. Jest redaktorem naczelnym dwumiesięcznika Dekada Literacka (od 1990). 
Należała do Związku Literatów Polskich (1980–1989), jest członkiem Polskiego PEN Clubu (od 1981), Stowarzyszenia Pisarzy Polskich (od 1989), Międzynarodowego Stowarzyszenia Krytyków (od 1982). Była członkiem jury Nagrody Literackiej „Nike” (2007-2009) i Nagrody im. Andrzeja Kijowskiego.
W 1997 została odznaczona Krzyżem Kawalerskim Orderu Odrodzenia Polski.
W czerwcu 2007 – za książkę Przypisy do życia – otrzymała Nagrodę Krakowska Książka Miesiąca. W 2008 została uhonorowana Nagrodą Miasta Krakowa w dziedzinie nauki i techniki.
W 2019 otrzymała odznakę Honoris Gratia, w 2024 nagrodzona złotym medalem Zasłużony Kulturze Gloria Artis.

## Twórczość
- Gałczyński a wzory literackie, Warszawa, Państwowy Instytut Wydawniczy, 1970
- Brzozowski i jego powieści, Kraków,  Wydawnictwo Literackie, 1981
- Leopold Staff, Warszawa, Państwowy Instytut Wydawniczy, 1985
- Głosy różnych pokoleń – szkice literackie, Kraków, Znak, 1989
- Szkice z epoki powinności, Kraków, Universitas, 1996
- Światopoglądy młodopolskie, Kraków, Universitas, 1996
- Krakowskie dziecko, Kraków, Wydawnictwo Literackie, 1998
- Punkty widzenia – szkice, Kraków, Wydawnictwo Literackie, 2000
- Niecierpliwość krytyki. Studia i szkice z lat 1961-2005, Kraków, Universitas, 2007
- Przypisy do życia, Kraków, Wydawnictwo Literackie, 2007
- Czytanie Brzozowskiego, Kraków, Universitas, 2012
- Miłosz i rówieśnicy, Kraków, Universitas, 2013
- Przypomniałam sobie, Kraków, Wydawnictwo Literackie, 2015